# Matías Soulé
Matías Soulé  (Mar del Plata, Argentina, 15 de abril de 2003) es un futbolista argentino que juega  de delantero en la A. S. Roma de la Serie A.
En 2020 integró la lista de los 100 mejores futbolistas menores de 21 años del mundo que publicó el diario italiano Tuttosport.
Jugó con la Juventus Next Gen en la Serie C, tercera categoría del fútbol italiano, y debutó en el primer equipo el 30 de noviembre de 2021, en la victoria 2-0 sobre el Salernitana.
El 28 de agosto de 2023, se marchó cedido al Frosinone Calcio, donde firmó contrato hasta junio del 2024. En el club, descendió a la Serie B pese a su buen nivel y volvió a la Juventus.

## Trayectoria
Se inició en Argentinos del Sud y luego pasó por Kimberley, ambos de su ciudad natal. De allí pasó a Vélez Sarsfield, de la Ciudad Autónoma de Buenos Aires, hasta que con 16 años decidió irse por la patria potestad tras recibir una propuesta de la Juventus F. C., club con el que firmó su primer contrato.

### Juventus de Turín
Durante su tiempo en la Juventus, Matías Soulé jugó en la Juventus Next Gen y en el primer equipo. Debutó en el primer equipo de la Juventus el 30 de noviembre de 2021, en una victoria por 2-0 sobre la Salernitana en la Serie A. Participó en varios partidos de la liga y la Copa Italia, contribuyendo con su primer gol en 21 partidos jugados. Donde sería vendido a la Roma por 30 millones de euros.

#### Frosinone
En su cesión al Frosinone Calcio, Soulé jugó la temporada 2023-2024. A pesar de sus buenas actuaciones, el equipo descendió a la Serie B. Durante su tiempo en el Frosinone, Soulé demostró ser un jugador clave, aunque no fue suficiente para mantener al equipo en la máxima categoría del fútbol italiano. Jugando 39 partidos metiendo 11 goles y 3 asistencias.

### A. S. Roma
Firmó contrato de cinco años, a razón de dos millones por temporada. Dando un gran salto en su carrera y sumándose a compatriotas como Paulo Dybala y Leandro Paredes, también dirigido por el campeón del mundo Italiano e histórico de La Roma, Daniele De Rossi.
Debutó en la Roma como titular fentre al Cagliari en la Serie A por la primera jornada de la liga 2024-25. 

## Selección nacional

### Categorías juveniles
En mayo de 2022 representó a Argentina en el Torneo Maurice Revello celebrado en Francia.
El 18 de abril de 2023 fue incluido en la prelista de Argentina para disputar el Copa Mundial de Fútbol Sub-20 2023 a realizarse en el mismo país y posteriormente formó parte de la lista final.

#### Participaciones en Copas del Mundo
| Mundial                  | Sede      | Resultado        | Partidos | Goles |
| ------------------------ | --------- | ---------------- | -------- | ----- |
| Copa Mundial Sub-20 2023 | Argentina | Octavos de final | 3        | 0     |

### Absoluta
El 3 de noviembre de 2021 fue convocado por Lionel Scaloni para la doble fecha eliminatoria rumbo a Catar 2022, frente a Uruguay y Brasil. El 6 de marzo de 2022 fue nuevamente convocado, esta vez para los partidos frente a Venezuela y Ecuador.
Fue convocado por Scaloni para la fecha fifa de septiembre más precisamente para jugar contra Chile y Colombia

### Distinciones individuales
| Distinción                                    | Año  |
| --------------------------------------------- | ---- |
| Tres veces Jugador del Partido por la Serie A | 2025 |

## Vida personal
Su padre Néstor y su madre Virginia lo acompañaron en su partida a Torino, junto con su hermano Agustín.

## Estadísticas

### Clubes
Actualizado al último partido disputado el 25 de mayo de 2025.
| Club                       | Div.          | Temporada     | Liga  | Liga  | Liga   | Copas nacionales | Copas nacionales | Copas nacionales | Copas internacionales | Copas internacionales | Copas internacionales | Total | Total | Total  |
| Club                       | Div.          | Temporada     | Part. | Goles | Asist. | Part.            | Goles            | Asist.           | Part.                 | Goles                 | Asist.                | Part. | Goles | Asist. |
| -------------------------- | ------------- | ------------- | ----- | ----- | ------ | ---------------- | ---------------- | ---------------- | --------------------- | --------------------- | --------------------- | ----- | ----- | ------ |
| Juventus de Turín · Italia | 1.ª           | 2021-22       | 2     | 0     | 0      | 0                | 0                | 0                | 0                     | 0                     | 0                     | 2     | 0     | 0      |
| Juventus de Turín · Italia | 1.ª           | 2022-23       | 13    | 1     | 0      | 1                | 0                | 0                | 5                     | 0                     | 0                     | 19    | 1     | 0      |
| Juventus de Turín · Italia | Total club    | Total club    | 15    | 1     | 0      | 1                | 0                | 0                | 5                     | 0                     | 0                     | 21    | 1     | 0      |
| Frosinone Calcio · Italia  | 1.ª           | 2023-24       | 36    | 11    | 3      | 3                | 0                | 0                | —                     | —                     | —                     | 39    | 11    | 3      |
| Frosinone Calcio · Italia  | Total club    | Total club    | 36    | 11    | 3      | 3                | 0                | 0                | 0                     | 0                     | 0                     | 39    | 11    | 3      |
| A. S. Roma · Italia        | 1.ª           | 2024-25       | 27    | 5     | 5      | 1                | 0                | 0                | 11                    | 0                     | 0                     | 39    | 5     | 5      |
| A. S. Roma · Italia        | Total club    | Total club    | 27    | 5     | 5      | 1                | 0                | 0                | 11                    | 0                     | 0                     | 39    | 5     | 5      |
| Total carrera              | Total carrera | Total carrera | 78    | 17    | 8      | 5                | 0                | 0                | 16                    | 0                     | 0                     | 99    | 17    | 8      |